# Transport ferroviaire en Andorre
Le transport ferroviaire en Andorre n'existe pas car l'Andorre ne possède pas de ligne de chemin de fer. Néanmoins des bus permettent de relier Andorre-la-Vieille avec le réseau ferré français via Toulouse et des projets d'embranchements pour relier la principauté au réseau espagnol existent.

## Connexions au réseau français

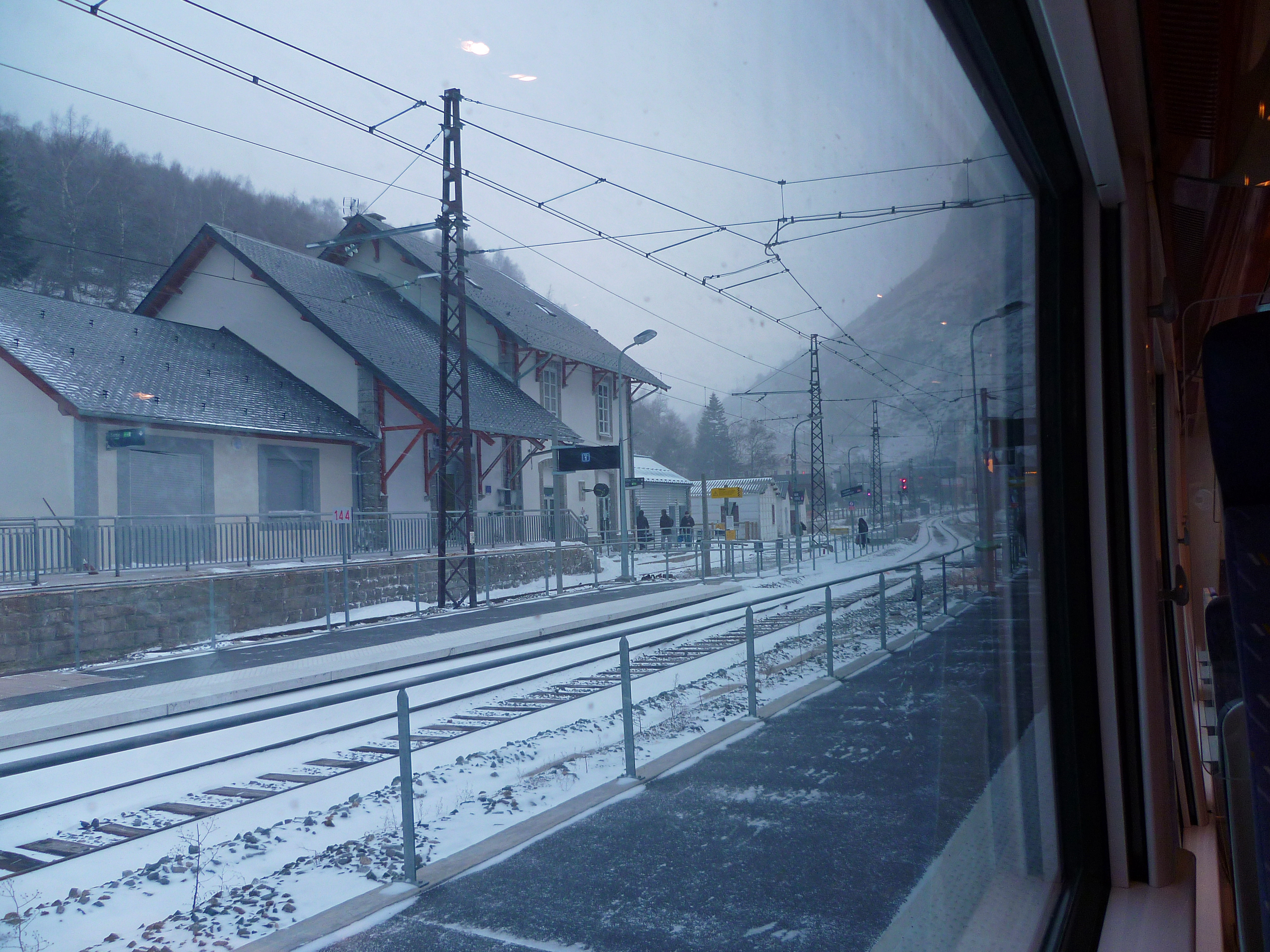
Gare d'Andorre - L'Hospitalet.

La ligne française de Portet-Saint-Simon à Puigcerda qui relie Toulouse à l'Espagne passe à deux kilomètres de la principauté. La gare SNCF d'Andorre - L'Hospitalet est la plus proche de la principauté mais plus aucun bus régulier ne part de cette gare vers la principauté. Pour s'y rendre, les usagers doivent donc faire appel aux compagnies de taxis. 
Seules quelques lignes de bus relient directement la principauté à Toulouse, sa gare et ainsi l'ensemble du réseau ferré français. (Remarque : ces lignes desservent aussi l'aéroport de Toulouse-Blagnac).
L'idée d'un métro reliant la gare de Porta au Pas de la Case a été évoquée en 2019.

## Projets de connexion au réseau espagnol
Les projets pour relier la principauté d'Andorre au réseau ferré espagnol sont anciens. La bonne conjoncture économique des années 2000 les a remis au goût du jour, et les deux projets actuellement à l'étude s'inscrivent dans la lignée d'un ancien projet de voie ferrée entre Puigcerda et Lleida. Ainsi plusieurs réunions ont eu lieu entre les gouvernements andorran, catalan et espagnol pour étudier les différentes possibilités de connexion entre l'Andorre et les réseaux espagnol (ADIF) et catalan (FGC).

### Ligne Andorre-Barcelone
La ligne ferroviaire espagnole Barcelone-Puigcerdà qui relie la capitale catalane à la France passe à proximité de l'Andorre. L'idée ancienne de prolonger cette ligne jusqu'en Andorre via la vallée du Sègre est à nouveau régulièrement évoquée depuis les années 2000. Un des projets étudiés prévoit la création d'un embranchement de cette ligne pour desservir la principauté créant ainsi une ligne Andorre-Barcelone. Cet embranchement quitterait la ligne existante à Puigcerdà ou à Toses et relierait l'Andorre via la Seu d'Urgell. Ce projet était défendu en 2008 par le gouvernement d'Andorre (alors dirigé par Albert Pintat Santolària) et par les conseils des comarques d'Osona, de Ripollès, de la Cerdanya et d'Alt Urgell. Cette nouvelle ligne augmenterait potentiellement le trafic de la ligne existante de 110 000 voyageurs.
La ligne existante appartient à l'ADIF et dépend donc du ministère espagnol de l'équipement.

### Ligne Andorre-Lleida
La ligne ferroviaire catalane Lleida-La Pobla de Segur, qui appartient aux FGC et dépend donc de la Generalitat de Catalogne, permettrait également de desservir l'Andorre. Le conseil provincial de Lleida a demandé une étude concernant le prolongement de cette ligne vers le Nord, entre la Pobla de Segur à la Seu d'Urgell. En mai 2011, tous les groupes du parlement de Catalogne ont voté une motion demandant au gouvernement catalan de commencer les travaux et d'étudier un prolongement ultérieur vers l'Andorre. Cette connexion nécessiterait l'approbation du gouvernement espagnol puisqu'il s'agit de relations internationales et comporterait un tunnel d'une vingtaine de kilomètres.

### Tramway
En 2025 un tramway entre Sant Julià de Lòria et Escaldes-Engordany est envisagé.